# Клинець (Ленінградська область)
Клинець (рос. Клинец) — присілок у Тихвінському районі Ленінградської області Російської Федерації.
Населення становить 62 особи. Належить до муніципального утворення Мелегежське сільське поселення.

## Історія
Населений пункт розташований на історичній Новгородській землі, знищеній Московським царством у 15 столітті.
Згідно із законом від 1 вересня 2004 року № 52-оз належить до муніципального утворення Мелегежське сільське поселення.

## Населення
| 1879 | 1910 | 1928 | 1961 | 1997 | 2002 | 2007 |
| ---- | ---- | ---- | ---- | ---- | ---- | ---- |
| 216  | ↘181 | ↗237 | ↘206 | ↘56  | ↗63  | ↘53  |
| 2010 |      |      |      |      |      |      |
| ↗62  |      |      |      |      |      |      |